# Xanthorrhoea quadrangulata
Xanthorrhoea quadrangulata F.Muell., 1864 è una pianta della famiglia delle Asphodelaceae, endemica dell'Australia.

## Descrizione

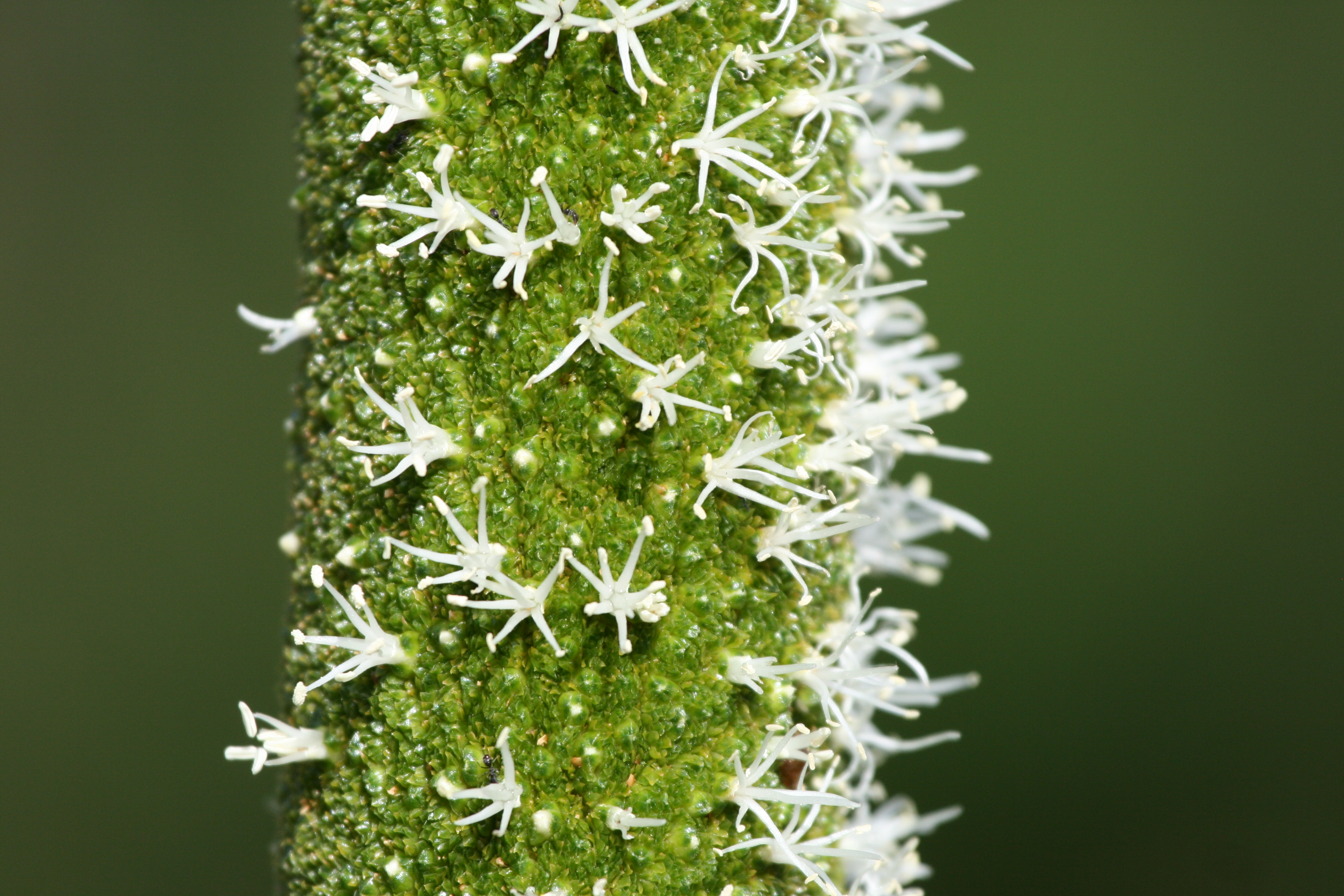
Dettaglio dell'infiorescenza

È una pianta perenne, con fusto alto sino a due m, talora ramificato.

Le foglie sono di colore dal grigio bluastro al verde glauco, aghiformi.

I fiori, di colore bianco-crema, sono riuniti in una infiorescenza a spiga lunga 95–125 cm.

## Distribuzione e habitat
L'areale della specie è ristretto all'Australia meridionale, tra il Golfo di San Vincenzo e le catene montuose dei monti Lofty e dei monti Flinders.
Cresce in habitat rocciosi aridi, su cime di crinale e ripidi pendii.

## Usi
Dal fusto di X. quadrangulata viene estratta la scialacca, una resina vegetale di colore giallastro, tradizionalmente utilizzata dagli aborigeni australiani come adesivo per la riparazione di oggetti, e attualmente impiegata per la creazione di vernici e lacche e per la realizzazione di fuochi pirotecnici.